# La carriera artistica di Corky
La carriera artistica di Corky (titolo originale in inglese: The Artistic Career of Corky) è un racconto dello scrittore inglese P. G. Wodehouse, pubblicato per la prima volta in volume nel 1919 nella raccolta di racconti My Man Jeeves e, dopo revisione, nel 1925 nella raccolta di racconti Carry on, Jeeves (in italiano: Avanti Jeeves!).
Questo racconto è il primo, in ordine cronologico, nel quale compare il cognome di Bertie e nel quale Jeeves viene definito "geniale"

## Storia editoriale
La carriera artistica di Corky è stato pubblicato per la prima volta negli Stati Uniti nel numero del 5 febbraio 1916 della rivista The Saturday Evening Post e, dopo alcune modifiche, nel Regno Unito, nel numero di aprile 1916 del mensile The Strand Magazine, col titolo "Leave It to Jeeves"; Leave It to Jeeves fu poi raccolto nel volume ''My Man Jeeves (maggio 1919). Dopo essere stato revisionato, il racconto fu rinominato The Artistic Career of Corky e raccolto nel volume Carry on, Jeeves nel 1925 tradotto in lingua italiana col titolo Avanti Jeeves!. Con altre piccole modifiche il racconto è stato ripubblicato nel 1967 nel volume The World of Jeeves.

## Trama
Bertie Wooster, l'io narrante, risiede temporaneamente a New York col fido valletto Jeeves. Fra i suoi amici c'è Corky il quale si dice pittore di ritratti, ma in realtà non ne ha ancora dipinto nessuno: «tira avanti schizzando di tanto in tanto qualche disegno per i giornali umoristici [...] ma la sua fonte principale di reddito deriva dal portafogli d'uno zio ricco, un certo Alessandro Worple, che s'occupa di fabbricazione della iuta». Lo zio non vuole che il nipote faccia l'artista e lo invita continuamente a occuparsi della sua fabbrica di iuta. Fidanzatosi con Muriel Singer, e temendo che lo zio possa opporsi alle nozze, dietro consiglio di Jeeves Corky consiglia Muriel a ingraziarsi lo zio, appassionato di ornitologia, fingendo di essere anch'essa appassionata di uccelli. Conclusione inaspettata: lo zio sposa Mauriel.
Tempo dopo a Mauriel nasce l'erede di Alessandro Worple e costui propone al nipote di fare il ritratto del bambino. Corky dipinge il ritratto di un bambino orrendo («Ho la sensazione di aver fatto quello che soleva fare Sargent: dipingere l'anima del modello»). Indignato lo zio dice a Corky che non gli darà più un soldo. Jeeves, consapevole che «una via d'uscita si trova sempre», consiglia a Corky di abbandonare la carriera di ritrattista e intraprendere quella di disegnatore satirico, presentare il dipinto al direttore di un giornale umoristico e creare una serie umoristica "Le avventure di Bebè Blobbs" avente per protagonista il bimbo del dipinto, certo che Corky avrebbe avuto un grande successo. Previsione che ovviamente si avvera.

### Edizioni
- P.G. Wodehouse, Leave It to Jeeves. In: My Man Jeeves, London: George Newnes, 1919
- P.G. Wodehouse, The Artistic Career of Corky. In: Carry On, Jeeves, London: Herbert Jenkins, 1925
- P.G. Wodehouse, The Artistic Career of Corky. In: The World of Jeeves, London: Herbert Jenkins, 1967
- P.G. Wodehouse, Jeeves prende servizio. In: Avanti, Jeeves!: romanzo umoristico inglese; traduzione di Silvio Spaventa Filippi, Milano: Monanni, 1928
- P.G. Wodehouse, La carriera artistica di Corky. In: Avanti, Jeeves!: romanzo umoristico inglese; traduzione di Silvio Spaventa Filippi, Milano: Bietti, 1933
- P.G. Wodehouse, La carriera artistica di Corky. In: Avanti, Jeeves!; traduzione di Silvio Spaventa Filippi; revisione di Claudio Redi, Milano: Bietti, 1973
- Pelham G. Wodehouse, Avanti, Jeeves; traduzione di Franco Salvatorelli, Milano: Mursia, 1991, ISBN 88-425-2680-0
- P.G. Wodehouse, Avanti, Jeeves; traduzione di Tracy Lord, Milano: Polillo, 2011, ISBN 978-88-8154-293-2

### Fonti critiche
- (EN) Nigel Cawthorne, A Brief Guide to Jeeves and Wooster, London, Constable & Robinson, 2013, ISBN 978-1-78033-824-8.
- Daniel H. Garrison, Who's Who in Wodehouse, ampliata e corretta, New York, Constable & Robinson, 1991  [1989], ISBN 1-55882-087-6.
- (EN) Eileen McIlvaine, Louise S. Sherby e James H. Heineman, P. G. Wodehouse: A Comprehensive Bibliography and Checklist, New York, James H. Heineman Inc., 1990, ISBN 978-0-87008-125-5.